# Yunxi (häradshuvudort i Kina, Hunan Sheng, lat 29,47, long 113,25)
Yunxi (kinesiska: 云溪, Yün-hsi, 云溪区) är en häradshuvudort i Kina. Den ligger i provinsen Hunan, i den södra delen av landet, omkring 140 kilometer norr om provinshuvudstaden Changsha. Antalet invånare är 176 672. Befolkningen består av 84 501 kvinnor och 92 171 män. Barn under 15 år utgör 14,0 %, vuxna 15-64 år 76 %, och äldre över 65 år 8,0 %.
Runt Yunxi är det ganska tätbefolkat, med 214 invånare per kvadratkilometer. Närmaste större samhälle är Yueyang, 18,2 km sydväst om Yunxi. Trakten runt Yunxi består till största delen av jordbruksmark.
Genomsnittlig årsnederbörd är 1 793 millimeter. Den regnigaste månaden är maj, med i genomsnitt 260 mm nederbörd, och den torraste är januari, med 49 mm nederbörd.